# Andreas Lukse
Andreas Lukse, né le 8 novembre 1987 à Vienne en Autriche, est un footballeur international autrichien, qui évolue au poste de gardien de but au Blau-Weiß Linz.

## Biographie

### Carrière internationale
Avec les moins de 20 ans, il participe à la Coupe du monde des moins de 20 ans 2007, compétition organisée au Canada. Lors du mondial junior, il joue deux matchs. L'Autriche termine à la quatrième place du tournoi.
En novembre 2015, il est convoqué pour la première fois en équipe d'Autriche par le sélectionneur national Marcel Koller, pour un match amical contre la Suisse mais n'entre pas en jeu. Il est de nouveau convoqué avec les Die Rot-Weiss-Roten en septembre 2016, en octobre 2016, puis en novembre 2016.
Le 15 novembre 2016, il honore sa première sélection contre la Slovaquie, lors d'un match amical. La rencontre se solde par un match nul et vierge (0-0).

## Statistiques
| Saison                | Club                  | Championnat           | Championnat | Championnat | Coupe(s) nationale(s) | Coupe(s) nationale(s) | Compétition(s) continentale(s) | Compétition(s) continentale(s) | Compétition(s) continentale(s) | Autriche | Autriche | Total | Total |
| Saison                | Club                  | Division              | M.          | B.          | M.                    | B.                    | Comp.                          | M.                             | B.                             | M.       | B.       | M.    | B.    |
| 2007-2008             | DSV Leoben (prêt)     | Erste Liga            | 12          | 0           | -                     | -                     | -                              | -                              | -                              | -        | -        | 12    | 0     |
| 2008-2009             | Rapid Vienne          | Bundesliga            | 9           | 0           | 1                     | 0                     | -                              | -                              | -                              | -        | -        | 10    | 0     |
| 2009-2010             | Sturm Graz (prêt)     | Bundesliga            | -           | -           | 1                     | 0                     | -                              | -                              | -                              | -        | -        | 1     | 0     |
| 2010-2011             | First Vienna (prêt)   | Erste Liga            | 16          | 0           | 1                     | 0                     | -                              | -                              | -                              | -        | -        | 17    | 0     |
| 2011-2012             | FC Lustenau           | Erste Liga            | 19          | 0           | 1                     | 0                     | -                              | -                              | -                              | -        | -        | 20    | 0     |
| 2012-2013             | FC Lustenau           | Erste Liga            | 9           | 0           | 1                     | 0                     | -                              | -                              | -                              | -        | -        | 10    | 0     |
| 2012-2013             | Kapfenberger SV       | Erste Liga            | 14          | 0           | -                     | -                     | -                              | -                              | -                              | -        | -        | 14    | 0     |
| 2013-2014             | Kapfenberger SV       | Erste Liga            | 12          | 0           | 2                     | 0                     | -                              | -                              | -                              | -        | -        | 14    | 0     |
| 2014-2015             | Rheindorf Altach      | Bundesliga            | 14          | 0           | 2                     | 0                     | -                              | -                              | -                              | -        | -        | 16    | 0     |
| 2015-2016             | Rheindorf Altach      | Bundesliga            | 26          | 0           | -                     | -                     | C3                             | 4                              | 0                              | -        | -        | 30    | 0     |
| 2016-2017             | Rheindorf Altach      | Bundesliga            | 27          | 0           | -                     | -                     | -                              | -                              | -                              | 1        | 0        | 28    | 0     |
| 2017-2018             | Rheindorf Altach      | Bundesliga            | -           | -           | -                     | -                     | C3                             | -                              | -                              | -        | -        | 0     | 0     |
| Total sur la carrière | Total sur la carrière | Total sur la carrière | 158         | 0           | 9                     | 0                     | -                              | 4                              | 0                              | 1        | 0        | 172   | 0     |